# Tayo (parti politique)
Le Tayo (en somali : Xisbiga Siyaasadda ee ; Tayo, Tayo Political Party  (TPP)) est un parti politique libéral de Somalie.

## Histoire

### Création
Le Tayo a été créé début 2012 par l'ancien Premier ministre de la Somalie Mohamed Abdullahi Mohamed (Mohamed Farmajo), et des membres de son ancien cabinet. L'association a été surnommée Tayo (« Qualité ») en raison de la réputation généralement favorable que son administration a acquise durant son bref mandat.
Candidat à l'élection présidentielle de 2012, Mohamed Abdullahi Mohamed termine en septième position.

### Accession au pouvoir
Lors de l'élection présidentielle de 2017, Mohamed Abdullahi Mohamed est élu président de la République par le Parlement fédéral. Plusieurs membres du parti Tayo sont nommés au gouvernement comme la présidente du parti Maryam Qaasim.
Le parti et son candidat-président "Farmajoo" sont battus aux élections présidentielles de 2022 par Hassan Sheikh Mohamoud.